# De zaak van Charles Dexter Ward
De zaak van Charles Dexter Ward (originele titel: The Case of Charles Dexter Ward) is een korte horrorroman van de Amerikaanse schrijver H.P. Lovecraft. Het verhaal werd door hem geschreven in 1927, maar pas na zijn dood, in 1941, uitgegeven. De eerste publicatie vond plaats in het tijdschrift Weird Tales, in verkorte vorm. Het verscheen twee jaar later voor het eerst compleet in de verhalenbundel Beyond the Wall of Sleep . De reden dat het pas na zijn dood uitgegeven werd, was dat Lovecraft zelf niet tevreden was met het verhaal en niet de noodzaak van publicatie inzag. Het is in Nederlands voor het eerst sinds de jaren 70 - als Het geval Charles Dexter Ward (2022) - weer leverbaar in een bewerking van Bies van Ede.

## Inhoud
Het verhaal is opgebouwd uit meerdere hoofdstukken, die zelf ook weer in hoofdstukken verdeeld zijn.
Het boek begint met een proloog waarin vermeld wordt dat Charles Dexter Ward, een patiënt in een psychiatrische instelling, ontsnapt is. Op een ochtend blijkt hij in het niets te zijn verdwenen zonder een spoor na te laten. Marinus Bicknell Willett, de persoonlijke arts van de familie Ward die Charles onderzocht toen hij langzaam gek werd en ingesloten moest worden, is echter weinig verbaasd hierover.
Vervolgens gaat het verhaal 150 jaar terug in de tijd en vertelt over een voorouder van Ward, Joseph Curwen. Curwen was een mysterieuze man die meer dan 100 jaar leefde maar niet zichtbaar verouderde. Hij hield zich bovendien bezig met zaken als slavenhandel en smokkelen. Toen hij op een dag trouwde met de 18-jarige Eliza Trillinghast, besloot haar verloofde Ezra Weeden bewijs te verzamelen dat Curwen niet deugde. Samen met een vriend ontdekte hij dat Curwen zich met veel duisterdere zaken bezighield dan reeds werd vermoed, namelijk het occultisme, necromantie en het aanroepen van monsterlijke wezens als Yog-Sothoth. Hij deed dit alles vanuit een oude boerderij, waar een heel netwerk van ondergrondse tunnels onder bleek te liggen. Uiteindelijk wist Weeden genoeg bewijs te verzamelen om een klopjacht tegen Curwen te organiseren. Curwen werd hierbij gedood, maar nadien wilde niemand van de betrokkenen iets kwijt over wat ze in zijn boerderij gezien hadden. Curwens naam werd uit bijna alle geschiedenisboeken gewist.
Het derde hoofdstuk behandelt hoe Ward, een jonge student architectuur, het bestaan van deze tot dusver onbekende voorouder ontdekt, en een grote interesse in hem ontwikkelt. Hij stort zich in de wereld van het occultisme, trekt zich steeds vaker terug in een privélab op de zolderverdieping van zijn ouderlijk huis, en gaat zich vreemder en vreemder gedragen. Hij maakt op een gegeven moment zelfs een reis naar Europa waar hij andere occultisten ontmoet, en gaat samenwerken met een zekere Dr. Allen. Bovendien blijkt, na ontdekking van een schilderij, dat Ward sprekend lijkt op zijn voorouder. Uiteindelijk verhuist Ward naar een eigen bungalow op dezelfde locatie als de oude boerderij van Curwen. Ondertussen vinden er meerdere malen grafroven plaats op het lokale kerkhof, en worden er mensen aangevallen door iets dat lijkt op een vampier.
Wanneer Ward duidelijk tekenen van psychische problemen begint te vertonen, zoals een sterke verandering in zijn stem en handschrift, wordt hij opgesloten. Hierna doorzoekt dr. Willett de bungalow. Hij vindt de ondergrondse tunnels en doet een reeks gruwelijke ontdekkingen, waaronder putten gevuld met wezens die niet van deze wereld lijken en het bewijs dat Ward via necromantie bezig was kennis te vergaren van reeds lang overleden mensen. Willett vindt een reeks spreuken, leest een ervan hardop voor, en roept zo een oude geest op. Deze blijkt hem echter gunstig gezind, want wanneer Willett flauwvalt blijkt hij wanneer hij weer bij kennis komt buiten de tunnels te zijn. De tunnels zijn bovendien allemaal dichtgemaakt. In zijn zak vindt Willett wel een papiertje met daarop de opdracht Curwen te doden.
Na nog wat verder onderzoek wordt het voor Willett duidelijk dat de man in de inrichting niet Charles Ward is, maar Joseph Curwen. Ward heeft hem via necromantie weer tot leven gebracht waarna Curwen zich eerst een tijdje voordeed als Dr. Alan, maar uiteindelijk Ward vermoordde en zijn plaats innam. Dat verklaarde Wards plotselinge veranderingen. Op de zolder van het huis van de familie Ward vindt Willett het lijk van de echte Charles Ward, cremeert hem, en begraaft de as. Daarna bezoekt hij nog eenmaal Curwen in de inrichting, en gebruikt een van de spreuken die hij in de tunnels had gevonden om de necromantie terug te draaien; Curwen vergaat tot stof, waardoor de volgende dag het personeel van de inrichting denkt dat “Charles Ward” ontsnapt is.

## Inspiratie

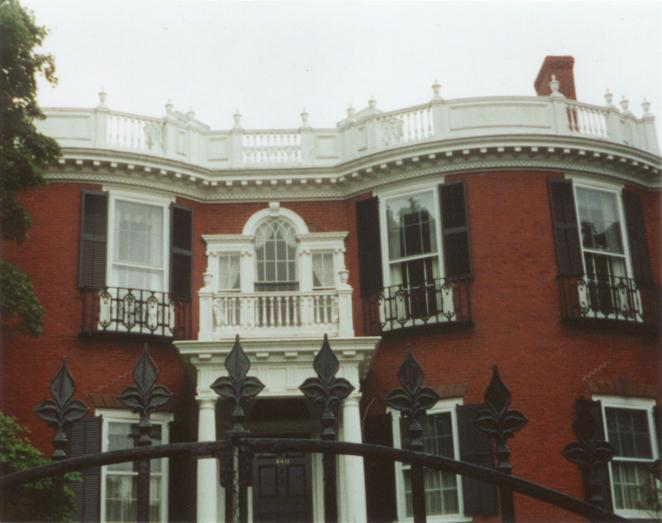
Het Halseyhuis aan 140 Prospect Street diende als inspiratie voor Lovecrafts verhaal

In augustus 1925 ontving Lovecraft van zijn tante Lillian een brief met daarin een anekdote over een huis gelegen aan 140 Prospect Street in Providence. Volgens het verhaal zou dit een spookhuis zijn. Dit inspireerde Lovecraft tot het huis van de familie Ward uit het verhaal. Ook het boek Providence in Colonial Times, van Gertrude Selwyn Kimball, diende als inspiratiebron. Verder liet Lovecraft zich mogelijk inspireren door Walter de la Mares roman The Return (1910).
Het idee van een nakomeling die sterk op een verre voorouder lijkt komt mogelijk van Nathaniel Hawthornes The House of the Seven Gables, welke door Lovecraft werd omschreven als "New Englands grootste bijdrage aan de horrorliteratuur.

## Literaire referenties
De zaak van Charles Dexter Ward bevat referenties naar een groot aantal boeken en schrijvers, zowel echt bestaande als fictieve:
- Paracelsus
- Agricola
- Van Helmont
- Sylvius
- Glauber
- Boyle
- Boerhaave
- Becher
- Stahl
- Qanoon-e-Islam
- Hermes Trismegistus (in Mesnards editie)
- Turba Philosophorum
- Gebers Liber Investigationis
- Artephius' Key of Wisdom
- Zohar
- Albertus Magnus (in Peter Jammy's editie)
- Raymond Lully's Ars Magna et Ultima (in Zetsners editie)
- Roger Bacons Thesaurus Chemicus
- Fludds Clavis Alchimiae
- Trithemius' De Lapide Philosophico
- De Necronomicon (fictief)

## Cthulhu Mythos
De zaak van Charles Dexter Ward maakt deel uit van de Cthulhu Mythos. Het is het eerste verhaal waarin Yog-Sothoth ter sprake komt. Joseph Curwen is bovendien eigenaar van een exemplaar van de Necronomicon. Verder bevat het verhaal referenties naar gebeurtenissen uit The Festival en de Droomcyclus.

## Bewerkingen
- In 1963 verfilmde Roger Corman het verhaal als The Haunted Palace, met Vincent Price en Lon Chaney, Jr..
- In 1992, maakte Dan O'Bannon een verfilming die meer trouw was aan het originele verhaal, getiteld The Resurrected. Hoofdrollen hierin worden vertolkt door John Terry en Chris Sarandon.
- In 2001 publiceerde DreamCatcher Interactive Inc. een computerspel gebaseerd op het verhaal.
- De band Orphanage schreef een nummer gebaseerd op het verhaal. Album 'Oblivion'.